# Ботакара (селище)
Ботака́ра (каз. Ботақара, до 1997 р. — Ульяновський) — селище, центр Бухар-Жирауського району Карагандинської області Казахстану. Адміністративний центр Ботакаринської селищної адміністрації. Код КАТО — 354030100
Населення — 6425 осіб (2021; 5351 у 2009, 5166 у 1999, 5790 у 1989).
До 1997 року селище називалось Ульяновський, станом на 1989 рік мало статус селища міського типу.

## Географія
Розташований на схід від Караганди на 55 км на березі річки Нура.
Через селище проходить автомобільна дорога Караганда-Каркаралінськ і залізниця Караганда-Карагайли.

## Історія
Заснований в 1901 році як село Саніковське українськими переселенцями  з Херсонської, Чернігівської і Таврійської губернії. За період свого існування кілька разів змінював свою назву. Постановою НКВС від 2 листопада 1920 року село Санниково Акмолинської повіту і губернії перейменовано в Троцький, а Санниківська волость в Троцьку . З 1934 по 1961 р село носило назву Колгоспне. У 1961 році селу було присвоєно статус робочого селища і назва Ульяновський, яку він носив до 1997 року .

## Населення
У 1999 році населення селища становило 5166 осіб (2402 чоловіки та 2764 жінки) . За даними перепису 2009 року, в селищі проживало 5351 осіб (2519 чоловіків і 2832 жінки) .
На початок 2019 року, населення селища становило 5223 людини (2519 чоловіків і 2704 жінки) .